# Renato Rosaldo
Renato I. Rosaldo Jr. (Urbana, 15 aprile 1941) è un antropologo e poeta statunitense.

## Biografia
Laureatosi alla Harvard University con un dottorato di ricerca nel 1971, e professore emerito presso l'Università di Stanford. È professore in Scienze Sociali e professore emerito di Antropologia sociale e culturale, insegna al NYU - New York University.
Rosaldo nasce nell'Illinois da padre messicano e madre statunitense. Inizia l'università ad Harvard e si interessa di antropologia. Conosce l'antropologo Clifford Geertz e tra il 1968 e il 1974 Rosaldo e la moglie Michelle Rosaldo (detta Shelly) trascorrono tre anni di ricerca sul campo tra gli ilongot nelle Filippine, in un incidente Shelly morirà.
Nel 1984 Rosaldo partecipa, insieme ad altri studiosi, al seminario di Santa Fe, da cui poi fu tratto il libro Writing culture.
Nel 1989 Rosaldo pubblica una sua opera molto importante, il libro Culture and truth, tradotto in diverse lingue.
Nel 2004 la sua raccolta di liriche Prayer to spider woman ha vinto l'American Book Awards.

## Opere principali

### Saggistica
- 1980 Ilongot Headhunting: 1883-1974: A Study in Society and History
- 1986 Writing culture: The Poetics and Politics of Etnography, Berkeley, University of California Press (ital: Scrivere le culture, Meltemi, 1998)
- 1989 Culture and truth, The Remaking of Social Analysis, Beacon Press Boston (ital: Cultura e verità, Meltemi, 2001)

### Poesia
- 2003 Prayer to spider woman
- 2012 Diego Luna's Insider Tips
- 2014 The Day of Shelly's Death: The Poetry and Ethnography of Grief
- 2019 The Chasers

## Riferimenti nella cultura di massa
- Viene nominato nella serie Blindspot (5x02) per aver scoperto la parola tribale "liget" durante uno dei suoi viaggi alla Filippine.